# 赤嶺政賢
赤嶺 政賢（あかみね せいけん、1947年12月18日 - ）は、日本の政治家。日本共産党所属の衆議院議員（9期）。元那覇市議会議員（3期）。

## 来歴
沖縄民政府小禄村（現・沖縄県那覇市）の農家に生まれる。那覇教育区立高良小学校、那覇教育区立小禄中学校、琉球政府立那覇高等学校（現・沖縄県立那覇高等学校）、東京教育大学（現：筑波大学）文学部卒業。東京教育大学在学中の1967年、日本共産党に入党。
1971年、東京教育大学を卒業。その後、沖縄県石垣市の沖縄県立八重山高等学校、沖縄県立八重山商工高等学校で教師を務める。
1985年、那覇市議会議員選挙に出馬し、初当選。那覇市議会議員を3期務めた後、2000年の第42回衆議院議員総選挙に日本共産党公認で沖縄1区から出馬。沖縄1区では公明党前職の白保台一に敗れたが、重複立候補していた比例九州ブロックで復活し、当選。
2003年の第43回衆議院議員総選挙では、沖縄1区で再び白保に敗れ、得票数は無所属の下地幹郎、民主党の島尻昇をも下回る最下位であったが、比例復活により再選。2005年の第44回衆議院議員総選挙では、小泉旋風が吹く中、無所属の下地が公明党の白保を破って沖縄1区で当選し、得票数3位の赤嶺は比例復活により3選。
第45回衆議院議員総選挙では比例九州ブロック単独で出馬し、4選。日本共産党は沖縄1区で沖縄社会大衆党からも推薦を受ける新人を擁立したが、国民新党公認の下地が当選した。
2012年の第46回衆議院議員総選挙では再び沖縄1区から出馬し、得票数では自由民主党の國場幸之助、国民新党の下地（落選）の後塵を拝したが、比例九州ブロックで復活し、5選。
2014年の第47回衆議院議員総選挙では、翁長雄志沖縄県知事が推薦する「オール沖縄」の候補として沖縄1区から出馬。社会民主党、生活の党、沖縄社会大衆党、緑の党、そして基地の県内移設に反対して自民党を除名された「新風会」の支援を受け、國場、下地を破り小選挙区で初当選し、6選。日本共産党が小選挙区で議席を獲得するのは第41回衆議院議員総選挙以来18年ぶりである。
2017年の第48回衆議院議員総選挙では、沖縄1区（比例九州ブロック重複立候補）から出馬。4人が出馬する中、小選挙区で当選し7選。なお、池上彰の総選挙ライブの取材の際、公示前に那覇市内で当人の名前入りの幟を掲げたり、日本共産党の街宣車が赤嶺の名を連呼して支持を呼びかける映像が放映された。その映像に対し（公職選挙法違反の）事前運動にあたるのではないかと質されると「沖縄では慣例的に、私だけでなく他党の候補もやっている」と答えている。
2021年10月31日、第49回衆議院議員総選挙で再び小選挙区で当選し8選（國場は比例復活で当選）。
2024年10月27日、第50回衆議院議員総選挙で再び小選挙区で当選し9選（國場は比例復活で当選）。

## 発言
イラク戦争に関し、国会での質問で「党は米軍や自衛隊をイラクから撤退させろと主張しているわけではない」と発言したものの、国会対策委員会名義で「党の見解とは著しく異なる発言である」として訂正した。

## 政策・主張
他の共産党議員と同様に、党の見解に準ずる。

### 安全保障
- 在日米軍によるオスプレイの日本への配備に反対し、日本共産党内に設置されたオスプレイ配備対策運動本部の本部長を務めている[15]。
- 憲法9条の改正・集団的自衛権の行使容認に反対[16]。
- 安全保障関連法の成立を評価しない[17]。
- 安倍内閣による北朝鮮問題への取り組みを評価しない[17]。
- 共謀罪法を評価しない[17]。

### 経済・産業政策
- いますぐ原子力発電を廃止すべきだ[18]。
- アベノミクスを評価しない[19]。
- 経済競争力を多少犠牲にしても格差是正を優先すべきだ[20]。
- 財政赤字は危機的水準であるので、国債発行を抑制すべきだ[20]。
- 所得や資産の多い人に対する課税を強化すべきだ[21]。
- 長期的に消費税率を10％よりも高くすることに反対[22]。

### その他
- 2003年、静岡空港の建設に反対する署名運動に名を連ねた[23]。
- 国会議員の定数削減は必要ない[24]。
- 首相は靖国神社に参拝すべきでない[25]。
- 村山談話、河野談話を見直すべきでない[25]。
- ヘイトスピーチを法律で規制することに賛成[25]。
- 特定秘密保護法は日本に必要ない[25]。
- 選択的夫婦別姓制度導入に賛成[26][27][28]。
- 安倍内閣による森友学園問題・加計学園問題への対応を評価しない[29]。
- 幼稚園・保育所から大学まで教育を無償化すべきだ[29]。
- 男性同士、女性同士の結婚を法律で認めるべきだ[29]。
- 被選挙権を得られる年齢を引き下げるべきだ[29]。
- ひとり親家庭やDINKSなど家族の形は多様でよい[29]。
- 非核三原則を堅持すべきだ[29]。

## 選挙歴
| 当落 | 選挙                     | 執行日         | 年齢 | 選挙区           | 政党       | 得票数    | 得票率  | 定数 | 得票順位 /候補者数 | 政党内比例順位 /政党当選者数 |
| ---- | ------------------------ | -------------- | ---- | ---------------- | ---------- | --------- | ------- | ---- | ------------------ | ---------------------------- |
| 当   | 1985年那覇市議会議員選挙 | 1985年7月14日  | 37   | ーー             | 日本共産党 | ーー票    | ーー    |      | /                  | /                            |
| 当   | 1989年那覇市議会議員選挙 | 1989年7月9日   | 41   | ーー             | 日本共産党 | ーー票    | ーー    |      | /                  | /                            |
| 当   | 1993年那覇市議会議員選挙 | 1993年7月18日  | 45   | ーー             | 日本共産党 | ーー票    | ーー    |      | /                  | /                            |
| 比当 | 第42回衆議院議員総選挙   | 2000年06月25日 | 52   | 沖縄県第1区      | 日本共産党 | 5万709票  | 30.90%  | 1    | 2/3                | 2/2                          |
| 比当 | 第43回衆議院議員総選挙   | 2003年11月09日 | 55   | 沖縄県第1区      | 日本共産党 | 1万9528票 | 12.40%  | 1    | 4/4                | 1/1                          |
| 比当 | 第44回衆議院議員総選挙   | 2005年09月11日 | 57   | 沖縄県第1区      | 日本共産党 | 2万3123票 | 13.98%  | 1    | 3/4                | 1/1                          |
| 当   | 第45回衆議院議員総選挙   | 2009年08月30日 | 61   | 比例九州ブロック | 日本共産党 | ーー票    | ーー    | 21   | /                  | 1/1                          |
| 比当 | 第46回衆議院議員総選挙   | 2012年12月16日 | 64   | 沖縄県第1区      | 日本共産党 | 2万7856票 | 18.39%  | 1    | 3/4                | 1/1                          |
| 当   | 第47回衆議院議員総選挙   | 2014年12月14日 | 66   | 沖縄県第1区      | 日本共産党 | 5万7935票 | 39.82%  | 1    | 1/3                | /                            |
| 当   | 第48回衆議院議員総選挙   | 2017年10月22日 | 69   | 沖縄県第1区      | 日本共産党 | 6万605票  | 39.90%  | 1    | 1/4                | /                            |
| 当   | 第49回衆議院議員総選挙   | 2021年10月31日 | 73   | 沖縄県第1区      | 日本共産党 | 6万1519票 | 42.17%  | 1    | 1/3                | /                            |
| 当   | 第50回衆議院議員総選挙   | 2024年10月27日 | 76   | 沖縄県第1区      | 日本共産党 | 4万9838票 | 38.09％ | 1    | 1/4                | /                            |

## 所属団体・議員連盟
- 衆院選挙制度の抜本改革をめざす議員連盟[31]
- うりずんの会（会長代行）
- 原発ゼロの会
- 日朝国交正常化推進議員連盟